# Bangor City Football Club
Ne doit pas être confondu avec Bangor Football Club.
Maillots
Le Bangor City Football Club était un club gallois de football, fondé le 18 décembre 1876 et dissout le 5 janvier 2025 .Il était basé à Bangor.

## Historique
- 1876 : fondation du club sous le nom de Bangor FC
- 1898 : le club est renommé Bangor City FC
- 1910 : le club est renommé Bangor Comrades FC
- 1920 : fusion avec le Bangor Cricket Club en Bangor Athletic FC
- 1923 : le club est renommé Bangor City FC
- 1962 : 1re participation à une Coupe d'Europe (C2) (saison 1962/63)
- 1994 : premier titre de champion du Pays de Galles
- 2018 : Le club termine vice-champion mais n'obtient pas de licence UEFA ni de licence nationale, Bangor City est relégué pour la saison 2018-2019 en deuxième division.
- 2025 : disparition du club

## Bilan saison par saison
|           | I  | II | Points | Journées | V  | N  | D  | b.p. | b.c. | Diff. |
| 2017-2018 | 2  |    | 60 pts | 32       | 19 | 3  | 10 | 49   | 32   | +17   |
| 2016-2017 | 4  |    | 52 pts | 32       | 16 | 4  | 12 | 53   | 52   | +1    |
| 2015-2016 | 9  |    | 45 pts | 32       | 13 | 6  | 13 | 49   | 52   | -3    |
| 2014-2015 | 10 |    | 35 pts | 32       | 9  | 8  | 15 | 48   | 62   | -14   |
| 2013-2014 | 4  |    | 48 pts | 32       | 14 | 6  | 12 | 47   | 53   | -6    |
| 2012-2013 | 3  |    | 51 pts | 32       | 14 | 9  | 9  | 65   | 53   | +12   |
| 2011-2012 | 2  |    | 69 pts | 32       | 22 | 3  | 7  | 72   | 45   | +27   |
| 2010-2011 | 1  |    | 70 pts | 32       | 22 | 4  | 6  | 80   | 44   | +36   |
| 2009-2010 | 5  |    | 63 pts | 34       | 19 | 6  | 9  | 75   | 45   | +30   |
| 2008-2009 | 6  |    | 55 pts | 34       | 16 | 7  | 11 | 58   | 40   | +18   |
| 2007-2008 | 5  |    | 55 pts | 34       | 15 | 10 | 9  | 62   | 31   | +31   |
| 2006-2007 | 9  |    | 48 pts | 32       | 14 | 6  | 12 | 55   | 47   | +8    |
| 2005-2006 | 9  |    | 45 pts | 34       | 14 | 3  | 17 | 51   | 54   | -3    |
| 2004-2005 | 3  |    | 67 pts | 34       | 20 | 7  | 7  | 73   | 44   | +29   |
| 2003-2004 | 6  |    | 54 pts | 32       | 16 | 6  | 10 | 72   | 47   | +25   |
| 2002-2003 | 3  |    | 71 pts | 34       | 22 | 5  | 7  | 75   | 34   | +41   |
| 2001-2002 | 3  |    | 69 pts | 34       | 21 | 6  | 7  | 83   | 38   | +45   |
| 2000-2001 | 14 |    | 37 pts | 34       | 10 | 7  | 17 | 56   | 84   | -28   |
| 1999-2000 | 9  |    | 48 pts | 34       | 15 | 3  | 16 | 56   | 61   | -5    |
| 1998-1999 | 11 |    | 39 pts | 32       | 11 | 6  | 15 | 44   | 49   | -5    |
| 1997-1998 | 6  |    | 68 pts | 38       | 20 | 8  | 10 | 72   | 54   | +18   |
| 1996-1997 | 8  |    | 65 pts | 40       | 20 | 5  | 15 | 82   | 62   | +20   |
| 1995-1996 | 4  |    | 69 pts | 40       | 21 | 6  | 13 | 72   | 65   | +7    |
| 1994-1995 | 1  |    | 88 pts | 38       | 27 | 7  | 4  | 96   | 26   | +70   |
| 1993-1994 | 1  |    | 83 pts | 38       | 26 | 5  | 7  | 82   | 26   | +56   |
| 1992-1993 | 5  |    | 64 pts | 38       | 19 | 7  | 12 | 77   | 58   | +19   |

Légende :
- I / II / III : division jouée
- V / N / D : victoires / matchs nuls / défaites
- b.p. / b.c. : buts pour / buts contre
- Diff : différence de buts
- Champion du pays de Galles
- Promotion dans le championnat hiérarchiquement supérieur
- Relégation dans le championnat hiérarchiquement inférieur

## Palmarès
| - Championnat du pays de Galles (3) - Champion : 1994, 1995, 2011 - Vice-champion : 2012, 2018 - Coupe du pays de Galles (8) - Vainqueur : 1889, 1896, 1962, 1998, 2000, 2008, 2009, 2010 - Finaliste : 1928, 1961, 1964, 1973, 1978, 1985, 2002, 2006, 2011, 2013 | - Coupe de la Ligue du pays de Galles - Finaliste : 1994, 1997, 1998, 2000, 2003 et 2009 - FA Trophy : - Finaliste : 1984 |

## Joueurs et personnages du club

### Joueurs emblématiques
- Simon Davies

### Entraîneurs
| Nom             | Période   |
| --------------- | --------- |
| Nigel Adkins    | 1993-1996 |
| Bryan Griffiths | 19960     |
| Kevin Langley   | 1996-1997 |
| Graeme Sharp    | 1997-1998 |
| John King       | 19980     |

| Nom                 | Période   |
| ------------------- | --------- |
| Lee Williams        | 1998-1999 |
| Meirion Appleton    | 1999-2001 |
| Peter Davenport     | 2001-2005 |
| Mel Jones (intérim) | 2005-2006 |
| Clayton Blackmore   | 20060     |

| Nom                            | Période                        |
| ------------------------------ | ------------------------------ |
| Steve Bleasdale                | 2006-2007                      |
| Neville Powell                 | 2007-25 juillet 2016           |
| Andy Legg                      | 1er août 2016-22 novembre 2016 |
| Ian Dawes                      | 24 novembre 2016-29 mars 2017  |
| Gary Taylor-Fletcher (intérim) | 29 mars 2017-                  |

## Participations européennes
| Compétition                             | Matchs joués | Victoires | Matchs nuls | Défaites | Buts pour | Buts contre |
| --------------------------------------- | ------------ | --------- | ----------- | -------- | --------- | ----------- |
| Ligue des champions                     | 2            | 0         | 0           | 2        | 0         | 13          |
| Coupe UEFA / Ligue Europa               | 18           | 2         | 2           | 14       | 10        | 49          |
| Coupe des coupes (compétition disparue) | 8            | 1         | 2           | 5        | 4         | 10          |
| Coupe Intertoto (compétition disparue)  | 4            | 0         | 0           | 4        | 3         | 10          |
| Total compétitions UEFA                 | 32           | 3         | 4           | 25       | 17        | 82          |

Bangor City est un club habitué aux compétitions européens en raison de ses nombreuses victoires en championnat du pays du Galles. Néanmoins, la politique drastique de l'UEFA empêche le club de jouer ses matchs à domicile au Farrar Stadium. Lors de ces occasions, le club joue donc au Racecourse Ground de Wrexham, un stade homologué pour les compétitions européennes et dans lequel joue notamment l'équipe du pays de Galles espoirs.
Le premier match européen de Bangor City remonte à la saison 1962-1963 pour la coupe d'Europe des vainqueurs de coupe. L'équipe est alors éliminée par le club italien de Naples malgré une victoire 2-0 au match aller. Il faut ensuite attendre la saison 1985-1986 pour voir le club revenir sur la scène européenne.
Pour son trentième match européen, Bangor City subit la plus lourde défaite de son histoire en Coupe d'Europe : 0-10 sur le terrain du HJK Helsinki, la deuxième défaite la plus lourde d'un club gallois dans cette compétition. Cet échec provoque d'ailleurs des critiques du niveau réel du championnat gallois face à ses équivalents européens.

## Structures du club

### Stade
En septembre 2011 débute la construction d'un nouveau stade situé sur les bords de la Menai. La fin des travaux est prévue pour mai 2012.